# Kieran Govers
Pour les articles homonymes, voir Govers.
Kieran Govers, né le 9 février 1988 à Wollongong, est un joueur australien de hockey sur gazon. Il est le frère aîné du joueur de hockey sur gazon Blake Govers.

## Palmarès
- Médaille de bronze aux Jeux olympiques de Londres en 2012[1]
- Médaille d'or aux Jeux du Commonwealth de 2014 à Glasgow